# یورد یداله فیل‌بندی
یوردیداله فیل بندی یک روستا در ایران است که در استان فارس واقع شده‌است.